# Paolo Jedlowski
 (octobre 2024).
Si vous disposez d'ouvrages ou d'articles de référence ou si vous connaissez des sites web de qualité traitant du thème abordé ici, merci de compléter l'article en donnant les références utiles à sa vérifiabilité et en les liant à la section « Notes et références ».
 Paolo Jedlowski (né à Milan en 1952) est un sociologue et professeur de sociologie italien.
Diplômé de philosophie à l’Université de Milan, il a étudié la sociologie en Italie et aux États-Unis. Il a enseigné la sociologie à l’Université de la Calabre de 1992 à 2004, pour ensuite être professeur de sociologie auprès de la faculté de sciences politiques de l’Université de Naples “L’Orientale”, ainsi que professeur de sociologie de la communication à l’Université de la Suisse italienne à Lugano.
Il s’est intéressé à la sociologie de la culture, à la sociologie de la vie quotidienne et à l’histoire de la sociologie. Il est coordonnateur national de la section Vie quotidienne de l’Association italienne de sociologie. Il est l’auteur de plusieurs volumes sur la mémoire collective, sur l’expérience contemporaine et sur la communication dans la vie quotidienne. En plus d’avoir édité quelques classiques de la sociologie (Halbwachs, Berger, Simmel et Schütz), il a préparé un dictionnaire des sciences sociales et il a publié deux manuels d’histoires de la pensée sociologique.
Il rencontre Renate Siebert à l'université de Calabre. Ils sont deux enfants.

## Publications
- Un giorno dopo l'altro. La vita quotidiana fra esperienza e routine (Une journée après l’autre. La vie quotidienne entre expérience et routine) (Il Mulino, 2005).
- Sociologia della vita quotidiana (Sociologie de la vie quotidienne) avec Carmen Leccardi (Il Mulino, 2003).
- Fogli nella valigia. Sociologia e cultura (Feuilles dans la valise) (Il Mulino, 2003).
- Memoria, esperienza e modernità (Mémoire, expérience et modernité) (nuova ediz. rivista Angeli, 2002).
- Pagine di sociologia (Pages de sociologies) (A cura di, Carocci, 2002).
- Sociologia (Sociologie) (avec F. Crespi et L. Rauty, Laterza, 2000).
- Storie comuni. La narrazione nella vita quotidiana (Histoires communes. La narration dans la vie quotidienne) (Bruno Mondadori, 2000).
- Il mondo in questione. Introduzione alla storia del pensiero sociologico (Le monde en question. Introduction à l’histoire de la pensée sociologique) (Carocci, 1996).
- Il sapere dell'esperienza (Le savoir de l’expérience) (Il Saggiatore, 1994).

Pour le théâtre, il a écrit Smemoraz, mis en scène à Turin, au Teatro dell’Angolo (Théâtre de l’angle)